# 서문표
서문표(西門豹, ?, 산서성 윈청시 샤현 ~ ?)는 위 문후의 신하이다. 업 지방의 장관이 되어 선정을 베풀었으며 강물을 끌어들이는 관개사업을 벌여 농업생산력을 높였다.

## 일화
당시 업 지방에는 하백의 첩을 골라 수장시키는 관습이 있었다. 첩을 고르는 사람은 70세를 넘긴 무당이었고, 재물을 모으는 것은 그 지방의 세 장로였다. 또 무당에게는 4명의 제자 무당들이 있었다.
서문표는 부임한 후 무당에게 다음에는 더 나은 처녀를 하백에게 첩으로 바치겠다고 말하고 오라면서 무당을 수장했고, 그후에는 무당이 오지 않는다고 무당을 모셔오라며 4명의 제자를 수장시켰다. 그리고 수장한 사람들이 오지 않는다면서 세 장로까지 수장시켰다. 그런 다음, 하백에게 첩을 바치는 관습을 없애고, 하백의 보복을 우려하여 12개의 수로를 만들도록 했다. 하백은 파도를 일으켜 지방을 물에 잠그려 했지만 파도는 12갈래의 수로에 흘러들어, 오히려 백성들의 논밭에 물을 대주어 버렸다. 그러자 하백은 더욱더 격노했다.